# Jelení vrch (přírodní památka)
Jelení vrch byl přírodní památka v okrese Prachatice. Nachází se na Šumavě (Trojmezenská hornatina), asi tři čtvrtě kilometrů jihovýchodně od obce Stožec. Chráněné území zaujímá horní partie východního úbočí Jeleního vrchu (897 m) po levé straně údolí potoka Hučiny. Je součástí národního parku Šumava. Důvodem ochrany je zbytek přirozeného smíšeného porostu ve smrkobukovém vegetačním stupni Šumavy. Hnízdiště čápa černého.
Přírodní památka byla 15. ledna 2017 zrušena a lokalita je nadále chráněna jako první zóna národní parku Šumava.